# باسل الكبيسي
باسل رؤوف الكبيسي (1933 - 1973) مفكر وأكاديمي وأستاذ القانون في الجامعة الأمريكية في بيروت؛ مناضل، ناشط طلابي، من مؤسسي حركة القوميين العرب ومن اوائل كوادر الجبهة الشعبية لتحرير فلسطين.
ولد لعائلة عراقية من بغداد عام 1933. تلقى دراسته في بغداد، ثم التحق بالجامعة الأمريكية في بيروت عام 1951م، ولمع كقائد طلابي وناشط  سياسي، التحق بحركة القوميين العرب وتعرّف في تلك الفترة على جورج حبش.
أطلق عليه عملاء الموساد عدة طلقات عليه من مسدس بريتا كاتمٍ للصوت في باريس في 3 أبريل-نيسان 1976 وتوفي بعدها بثلاثة أيام.
نشر رفاقه في الجبهة الشعبية رسالته التي نال عنها درجة الدكتورة في العلوم السياسية بعد إغتياله، وهي دراسة هامة عن (حركة القوميين العرب).